# Championnat du monde d'échecs 2000 (classique)
Le Championnat du monde des échecs 2000 (version classique) oppose le tenant Garry Kasparov au challengeur choisi par ce dernier, Vladimir Kramnik, deuxième joueur mondial au classement Elo. Le match a lieu en novembre 2000 à Londres au meilleur des seize parties. L'arbitre principal de la rencontre est Youri Averbakh.
Kasparov ne gagne aucune partie, et laisse sa couronne à Kramnik après quinze ans de règne.

## Déroulement du match
Kasparov tire les blancs pour les parties impaires.
Le déroulement du match fut le suivant :
| Partie    | Ouverture              | Nombre de coups | Blancs   | Noirs    | Résultat            | Score                |
| --------- | ---------------------- | --------------- | -------- | -------- | ------------------- | -------------------- |
| Partie 1  | Partie espagnole       | 25              | Kasparov | Kramnik  | nulle               | Égalité 0,5-0,5      |
| Partie 2  | Défense Grünfeld       | 40              | Kramnik  | Kasparov | Victoire de Kramnik | Kramnik mène 1,5-0,5 |
| Partie 3  | Partie espagnole       | 53              | Kasparov | Kramnik  | nulle               | Kramnik mène 2-1     |
| Partie 4  | Gambit dame accepté    | 74              | Kramnik  | Kasparov | nulle               | Kramnik mène 2,5-1,5 |
| Partie 5  | Ouverture anglaise     | 24              | Kasparov | Kramnik  | nulle               | Kramnik mène 3-2     |
| Partie 6  | Gambit dame accepté    | 65              | Kramnik  | Kasparov | nulle               | Kramnik mène 3,5-2,5 |
| Partie 7  | Ouverture anglaise     | 11              | Kasparov | Kramnik  | nulle               | Kramnik mène 4-3     |
| Partie 8  | Défense nimzo-indienne | 38              | Kramnik  | Kasparov | nulle               | Kramnik mène 4,5-3,5 |
| Partie 9  | Partie espagnole       | 30              | Kasparov | Kramnik  | nulle               | Kramnik mène 5-4     |
| Partie 10 | Défense nimzo-indienne | 24              | Kramnik  | Kasparov | Victoire de Kramnik | Kramnik mène 6-4     |
| Partie 11 | Partie espagnole       | 41              | Kasparov | Kramnik  | nulle               | Kramnik mène 6,5-4,5 |
| Partie 12 | Défense nimzo-indienne | 43              | Kramnik  | Kasparov | nulle               | Kramnik mène 7-5     |
| Partie 13 | Partie espagnole       | 16              | Kasparov | Kramnik  | nulle               | Kramnik mène 7,5-5,5 |
| Partie 14 | Ouverture anglaise     | 57              | Kramnik  | Kasparov | nulle               | Kramnik mène 8-6     |
| Partie 15 | Partie catalane        | 38              | Kasparov | Kramnik  | nulle               | Kramnik mène 8,5-6,5 |